# Bessendikkop
De bessendikkop (Hylocitrea bonensis) is een zangvogel uit de familie Hylocitreidae.

## Verspreiding en leefgebied
Deze soort is endemisch op Celebes en telt 2 ondersoorten:
- Hylocitrea bonensis bonensis: noordelijk, centraal en zuidoostelijk Celebes.
- Hylocitrea bonensis bonthaina: zuidwestelijk Celebes.